# 바스크 축구 국가대표팀
바스크 축구 국가대표팀은 스페인과 프랑스에 걸쳐 있는 바스크 지방을 대표하는 축구 국가대표팀이다. 바스크 축구 연맹이 FIFA 및 UEFA에 소속되어 있지 않기 때문에 FIFA 월드컵이나 UEFA 유럽 축구 선수권 대회를 비롯한 국제 대회에 참가할 수 없다.

## 유명 선수
- 사비 알론소
- 미켈 알론소
- 미켈 아르테타
- 델 오르노
- 이반 캄포
- 빅상트 리자라쥐
- 호세바 에체베리아
- 훌렌 게레로
- 아리츠 아두리스
- 하비 마르티네스
- 이케르 무니아인
- 사비 프리에토